# 清水貴博
清水 貴博（しみず たかひろ、1970年9月8日 - ）は、日本の元俳優・元ファッションモデル。東京都出身。渡辺プロダクションに所属していた。血液型はO型、乙女座、現在は芸能界を引退している。東京都立大森東高等学校（現：東京都立美原高等学校）卒業、身長185cm、体重72kg。

## 人物
長身で堅実な顔立ちから、1990年代の男性ファッション誌において活躍。
『はぐれ刑事純情派』での肥田刑事役で人気を得たが、芸能界を引退した。

## 出演番組
- 君のためにできること(1992年、フジテレビ）
- はぐれ刑事純情派　(1993年 - 1994年、テレビ朝日) - 肥田健一刑事 役
- もう涙は見せない(1993年、フジテレビ) - 野口秀人 役
- 映画みたいな恋したい「俺たちは天使じゃない」(1993年6月12日、テレビ東京) - 主演
- 名奉行 遠山の金さん 第7シリーズ(1995年 - 1996年、テレビ朝日) - 松井俊太郎 役
- 名探偵 保健室のオバさん 第3話「密室から消えた犯人！音楽室の怪事件」(1997年1月20日、テレビ朝日) - 川島和也 役
- 月曜ドラマスペシャル「奄美殺人珊瑚礁」(1997年4月21日、TBS)
- ビューティ7(2001年)

## 出演映画
- LB熊本刑務所
- BUGS

## 書籍
- Hot-Dog PRESS（講談社）
- POPEYE（マガジンハウス）
- MEN'S NON-NO（集英社）
- CHECK MATE!（講談社）
- いい男のセーター(1994年)